# Садибне (село)
Сади́бне — село в Україні, в Коростенському районі Житомирської області. Населення становить 51 чол.

## Історія
У 1906 році хутір  Іскоростської волості Овруцького повіту Волинської губернії. Відстань від повітового міста 61 верста, від волості 19. Дворів 9, мешканців 66.

## Населення

### Мова
Розподіл населення за рідною мовою за даними перепису 2001 року:
| Мова            | Кількість | Відсоток |
| --------------- | --------- | -------- |
| українська      | 51        | 100%     |
| російська       | 13        | 2.08%    |
| білоруська      | 1         | 0.16%    |
| вірменська      | 1         | 0.16%    |
| румунська       | 1         | 0.16%    |
| інші/не вказали | 1         | 0.16%    |
| Усього          | 625       | 100%     |

## Галерея

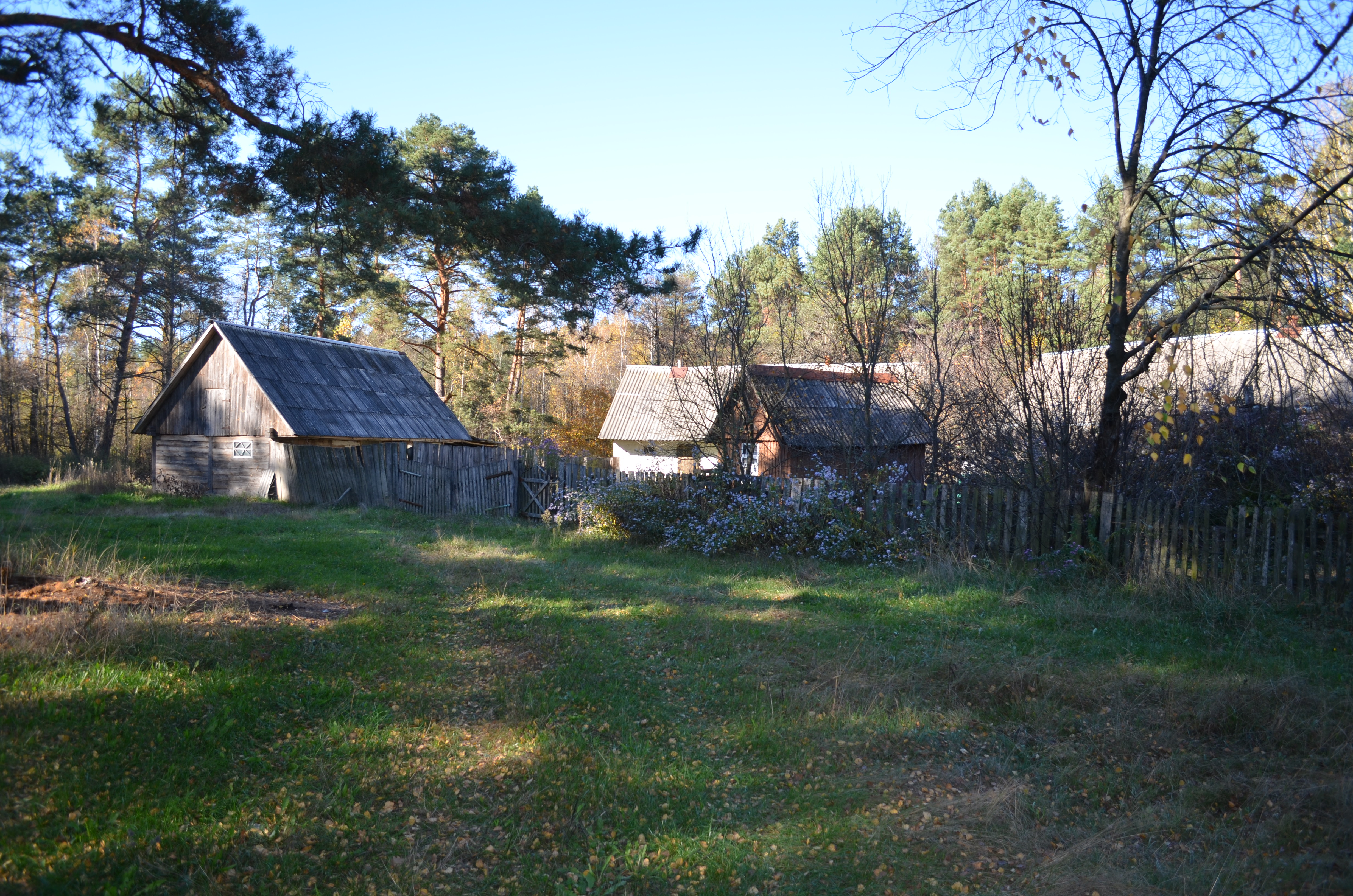
Будівлі
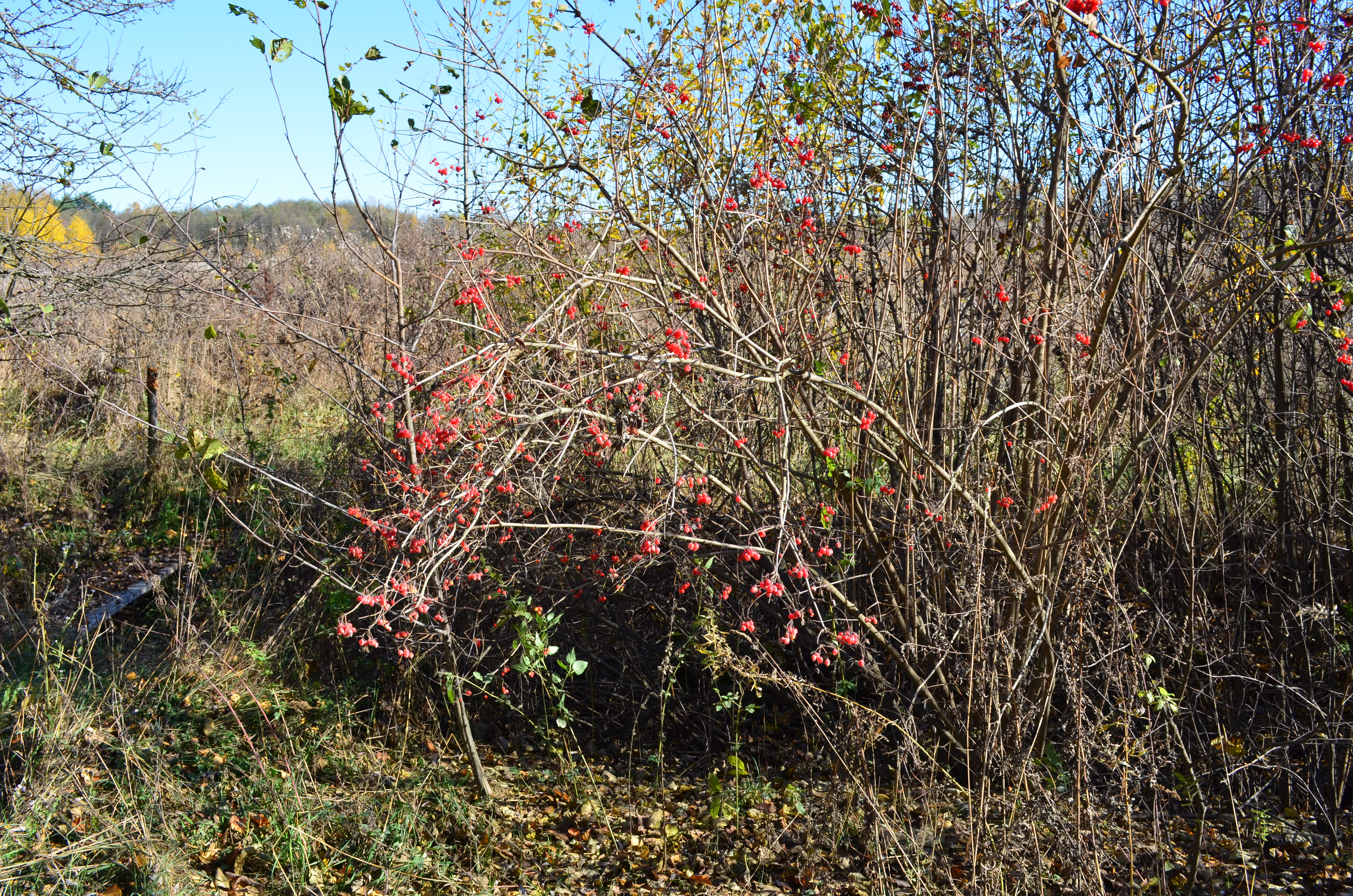
Кущ калини